# 利昂·道格拉斯
利昂·道格拉斯（英語：Leon Douglas，1954年8月26日—），美国NBA联盟前职业篮球运动员。他在1976年的NBA选秀中第1轮第4顺位被底特律活塞选中。